# تیمور پیشااستعماری
جزیرهٔ تیمور در جنوب شرق آسیا واقع شده‌است. از ۱۵۱۵ میلادی استعمارگران اروپایی تیمور را به دو بخش تقسیم کردند، تیمور غربی به هلندی‌ها رسید و بخش شرقی آن (که امروزه به نام تیمور شرقی می‌شناسیمش) به پرتغالی‌ها رسید.
پژوهشگران نخستین ساکنان این جزیره را افرادی مهاجر با تبار استرالزیایی دانسته‌اند. برپایهٔ شواهدی که در ۲۰۱۱ میلادی در غار جریمالای به دست آمد، دانسته شده که ساکنان اولیهٔ تیمور دارای مهارت‌های دریانوردی قابل توجهی بودند که بدیشان یارای گذر از اقیانوس را می‌داده‌است. همچنین آنان توانایی صید ماهی‌های عظیمی مانند تن را داشته‌اند. در کاوش‌های این غار همچنین یکی از کهنترین گزارش‌های تاریخ جهان مبنی بر استفاده از قلاب ماهی‌گیری با قدمتی مابین ۱۶ تا ۲۳ هزار سال پیش به دست آمد.
موج دوم ساکنان این جزیره، مهاجران ملانزیایی بودند که در حدود ۳۰۰۰ پیش از میلاد در این حدود سکنی گزیده بودند. سرانجام واپسین از موج کوچندگان بدین جزیره مردمانی از جنوب چین و هندوچین بودند. در آینده اهالی تیمور دیگر چونان اجدادشان از توانایی دریانوردی بهره‌مند نبودند.
در سدهٔ سیزدهم میلادی از تیمور در اثر چینی جو فان جی یاد شده، و قید شده که چوب صندل این جزیره شهره می‌باشد. در سدهٔ چهاردهم در اثر مدیحه‌سرایانهٔ ناگاراکرتاگاما مربوط به جاوه هم از تیمور به عنوان یک خراج‌گزار یاد شده‌است.